# Virgílio Teixeira
Virgílio Gomes Delgado Teixeira (* 26. Oktober 1917 in Funchal; † 5. Dezember 2010 ebenda) war ein portugiesischer Schauspieler.

## Leben
Teixeira widmete sich zunächst einigen Sportarten (Tennis, Schwimmen und Fußball), bevor er 1943 in O Costa do Castelo von Arthur Duarte als Schauspieler debütierte. Zwei Jahre später spielte er seine erste Hauptrolle und war schnell ein Matineeidol in Portugal, das auch spanischen und amerikanischen Produzenten nicht verborgen blieb. Neben etlichen Filmen für den dortigen, erheblich größeren Markt gelang ihm auch für einige Rollen der Sprung nach Hollywood. 1967 beendete er zunächst seine Leinwandkarriere und ging zum Fernsehen, wo er insgesamt etwa 150 Rollen verkörperte. So spielte er in der portugiesischen Telenovela Chuva na Areia (Regen auf dem Sand) der RTP 1984/85 eine der Hauptrollen.
Auch seine 1984 wieder aufgenommene Filmbilanz ist mit einer 90 Kinoproduktionen umfassenden Liste stattlich.
Im Gegensatz zum Großteil seiner Schauspielkollegen hatte Teixeira keinen Bezug zum Theater und spielte nur in zwei Stücken (O Bem Amado und Mary-Mary am Teatro Avenida in Lissabon, 1964).
Teixeira setzte sich in Funktion für die Partei PSD in seiner Heimatstadt und -region in einigen Ämtern für kulturelle Belange ein.

## Filmografie (Auswahl)
- 1943: O Costa do Castelo – R: Arthur Duarte
- 1945: José do Telhado – R: Armando de Miranda
- 1946: Três espelhos (Drei Spiegel) – R: Ladislao Vajda
- 1946: Ladrão, Precisa-se! – R Jorge Brum do Canto
- 1946: Reina Santa – R: Rafael Gil
- 1947: Fado, História d’uma Cantadeira – R: Perdigão Queiroga
- 1949: The Bad Lord Byron – R: David MacDonald
- 1949: Ribatejo – R: Henrique Campos
- 1951: La Leona de Castilla – R: Juan de Orduña
- 1952: Nazare – R: Manuel Guimarães
- 1954: Un dia perdido – R: José María Forqué
- 1956: Alexander der Große (Alexander the Great) – R: Robert Rossen
- 1958: Habanera – R: José María Elorrieta
- 1958: Sindbads siebente Reise The Seventh Voyage of Sinbad – R: Nathan Juran
- 1959: Der Weg des Herrn (El redentor) – R: Joseph Breen, Fernando Palacios
- 1959: Tommy, der Torero (Tommy the Toreador) – R: John Paddy Carstairs
- 1959: Salomon und die Königin von Saba (Solomon and Sheba) – R: King Vidor
- 1960: Die gestohlene Million (The Boy Who Stole a Million) – R: Charles Crichton
- 1961:  El Cid – R: Anthony Mann
- 1961: Rosa de Lima – R: José María Elorrieta
- 1962: Rendezvous in Madrid (The happy thieves) – R: George Marshall
- 1963: Der Untergang des Römischen Reiches (The Fall of the Roman Empire) – R: Anthony Mann
- 1963: Zorro, der Mann mit den zwei Gesichtern (Il segno di Zorro)
- 1964: Saul und David (Saul e David) – R: Marcello Baldi
- 1965: Doktor Schiwago – R: David Lean
- 1966: Die Rückkehr der glorreichen Sieben (Return of the Seven) – R: Burt Kennedy
- 1966: Willkommen, Mister B. (A man could get killed) – R: Ronald Neame, Cliff Owen
- 1966: Donner über dem Indischen Ozean (Tormenta sobre el Pacífico)
- 1983: Die Spieler (Tricheurs) – R: Barbet Schroeder
- 1988: A Mulher do Próximo – R: José Fonseca e Costa